# Raymond Arroyo
 (mars 2016).
Si vous disposez d'ouvrages ou d'articles de référence ou si vous connaissez des sites web de qualité traitant du thème abordé ici, merci de compléter l'article en donnant les références utiles à sa vérifiabilité et en les liant à la section « Notes et références ».
Pour les articles homonymes, voir Arroyo.
Raymond Arroyo est un auteur à succès du New York Times et producteur américain né en 1970. Il est le directeur des nouvelles et le présentateur principal d’EWTN News, le service d’informations de l’Eternal Word Television Network, réseau de radiodiffusion catholique fondé par Mère Angelica, religieuse de l'Ordre des Pauvres Dames. Il est le créateur et l’animateur du magazine d’information The World Over Live.

## Biographie

### Vie privée
Raymond Arroyo est originaire de la Nouvelle-Orléans, en Louisiane. Il vit en Virginie du Nord avec son épouse Rebecca et leurs trois enfants.

### Carrière
Il est diplômé de la Tisch School of the Arts de l’Université de New York où il a suivi les cours de Stella Adler, Uta Hagen et d'autres. Avant de travailler à l’EWTN, Arroyo a travaillé à l'Associated Press, au New York Observer, et pour l'équipe de chroniqueurs politiques d’Evans et Novak.
Il est surtout connu comme animateur de l'émission d’information d’EWTN The World Over Live, dans laquelle il a interviewé de nombreuses personnalités catholiques, y compris celle où a été diffusée ce qui reste à ce jour la seule discussion jamais enregistrée en anglais avec le cardinal Joseph Ratzinger, futur pape Benoit XVI . Parmi ses autres entretiens figure celui avec Mel Gibson, interviewé sur le tournage de son film La Passion du Christ (2004). Bon nombre de ses invités politiques sont des républicains conservateurs : Paul Ryan, Clarence Thomas, Rick Santorum, Ken Cuccinelli (en), Pat Buchanan, etc.
En 2005, sa biographie de la fondatrice d'EWTN, Mère Angelica, a été un best-seller, comme tous ses livres suivants. Il a écrit dans Newsweek, The Wall Street Journal, The Washington Times, The Financial Times et le National Catholic Register.

## Publications
- (en) Raymond Arroyo, Mother Angelica : The Remarkable Story of a Nun, Her Nerve, and a Network of Miracles, Doubleday Religious, 2005, 384 p. (ISBN 978-0-385-51092-9)
- (en) Raymond Arroyo, Mother Angelica : The Remarkable Story of a Nun, Her Nerve, and a Network of Miracles, Image Books, 2007, 384 p. (ISBN 978-0-385-51093-6)
- (en) Raymond Arroyo, Madre Angelica : La historia notable de una monja, de su nervio, y de una red de milagros, Image Books, 2007, 442 p. (ISBN 978-0-385-52116-1)
- (en) Mother Angelica, Mother Angelica's Little Book of Life Lessons and Everyday Spirituality, Doubleday Religious, 2007 (ISBN 978-0-385-51985-4)
- (en) Mother Angelica, Mother Angelica's Private and Pithy Lessons From the Scriptures, Doubleday Religious, 2008 (ISBN 978-0-385-51986-1)
- (en) Mother Angelica, The Prayers and Personal Devotions of Mother Angelica, Doubleday Religious, 2010 (ISBN 978-0-307-58825-8)
- (en) Laura Ingraham (Contr. Raymond Arroyo), Of Thee I Zing : America's Cultural Decline from Muffin Tops to Body Shots, Threshold, 2011 (ISBN 978-1-4516-4204-9)